# The Blues Project
The Blues Project – amerykański zespół muzyczny, założony w 1965 roku w nowojorskiej dzielnicy Greenwich Village. Prezentował muzykę będącą mieszanką bluesa, rhythm and bluesa, folku, jazzu i popu.

## Historia
Zespół The Blues Project został założony w Greenwich Village w 1965 roku przez gitarzystę i muzyka sesyjnego, Danny’ego Kalba, gitarzystę Steve’a Katza, flecistę i basistę Andy’ego Kulberga, perkusistę Roya Blumenfelda i wokalistę Tommy’ego Flandersa. Do zespołu po przesłuchaniu w Columbia Records dołączył Al Kooper. Zespół ostatecznie podpisał kontrakt z Verve Records. Przez wtajemniczonych był czasami żartobliwie nazywany Jews Project, ponieważ czterej jego członkowie: Kooper, Katz, Kalb i Blumenfeld byli Amerykanami żydowskiego pochodzenia. Inna nazwa, pod którą zespół był znany w Nowym Jorku, to The Jewish Beatles.
Między listopadem 1965 a styczniem 1966 roku zespół nagrał w nowojorskiej The Café Au Go Go materiał na swój debiutancki album. Złożyły się na niego opracowania utworów takich artystów jak: Muddy Waters, Willie Dixon, Chuck Berry, Ellas McDaniel, Eric Andersen, Earl Hines i Billy Eckstine. Po nagraniu albumu z zespołu odszedł Tommy Flanders. Album, zatytułowany Live At The Cafe Au Go Go został wydany w 1966 roku przez filię Verve, Verve Folkways. Producentem i autorem informacji na okładce był Jerry Schoenbaum. Pod koniec 1966 roku ukazał się kolejny album zespołu, Projections, który okazał się być jego jedynym pełnym albumem studyjnym. Choć zawierał utwory bluesowe, to do jego najważniejszych punktów należały utwory inspirowane folkiem i jazzem, takie jak: „Fly Away” i „Flute Thing” Koopera, „Steve’s Song” Katza oraz dokonana przez Koopera adaptacja „I Can't Keep from Crying”, dawnego standardu Blinda Williego Johnsona. 
W 1966 i 1967 roku The Blues Project koncertował w Ameryce Północnej. W kwietniu 1966 roku wystąpił na otwarciu Avalon Ballroom w San Francisco. W 1967 roku koncertował przez dziewięć dni w RKO 58th Street, a w czerwcu wystąpił na Monterey International Pop Festival.
Wkrótce potem w wyniku sporu co kierunku muzycznego z zespołu odszedł Kooper zabierając ze sobą Katza. Jeszcze w tym samym roku założył jazz-rockowy zespół Blood, Sweat and Tears, który po podpisaniu kontraktu z Columbia Records pod koniec 1967 roku wydał w roku następnym swój debiutancki album, The Child Is Father to the Man. Później, na skutek tarć personalnych w zespole i nacisków ze strony wytwórni, która chciała bardziej komercyjnego brzmienia, Kooper odszedł i z tego zespołu. The Blues Project tymczasem wydał swój trzeci album, Live at Town Hall, skompilowany z taśm zarejestrowanych na żywo i z nagrań studyjnych. Blumenfeld i Kulberg nagrali jeszcze pod szyldem The Blues Project czwarty album, po czym utworzyli zespół Seatrain. The Blues Project działalność wznawiał w latach 70., w różnych składach. W 1971 roku do zespołu dołączył Blumenfeld, aby nagrać album Lazarus, a w 1972 powrócił Flanders aby zarejestrować album, zatytułowany nazwą zespołu. W 1973 roku w składzie zespołu pojawił się Kooper (album Reunion In Central Park).
Zespół jeszcze kilkakrotnie reaktywował się w latach 80. i 90. W 2002 roku zmarł Kulberg. W 2012 roku Kalb, Katz i Blumenfeld koncertowali, z dodatkowymi muzykami jako Blues Project.
Ostatnim jako dotąd albumem zespołu jest wydany własnym sumptem Evolution, nagrany latem 2022 roku w składzie: Roy Blumenfeld (perkusja, śpiew), Steve Katz (gitara, śpiew, harmonijka ustna, tara), Scott Petito (gitara basowa, slide guitar, instrumenty perkusyjne, śpiew), Chris Morrison (gitara rytmiczna, gitara prowadząca, śpiew) i Ken Clark (instrumenty klawiszowe, śpiew) z gościnnym udziałem Billa Harrisa (flet), Colina Lindena (slide guitar) i Beth Reineke (śpiew). 19 listopada 2022 roku w Brooklynie zmarł jeden z założycieli zespołu, Danny Kalb.

## Dyskografia
Lista według Discogs:
- Live At The Cafe Au Go Go (1966)
- Projection (1966)
- Live At Town Hall (1967)
- Planned Obsolescence (1968)
- Lazarus (1971)
- Blues Project (1972)
- Reunion In Central Park (1973)
- Projections From The Past (1989)
- Evolution (2022)